# Galium montis-arerae
Galium montis-arerae är en måreväxtart som beskrevs av Hermann Merxmüller och Friedrich Ehrendorfer. Galium montis-arerae ingår i släktet måror, och familjen måreväxter. Inga underarter finns listade i Catalogue of Life.